# Chef d'équipe
 (juin 2015).
Un chef d'équipe est celui des membres d'une équipe qui répond de l'activité de celle-ci vis-à-vis de l'extérieur et a autorité formelle ou informelle sur les membres de celle-ci.
Suivant la nature de l'activité, il porte des titres très variés : contremaître (dans l'industrie), manager (dans la restauration rapide), chef de rayon (commerce de détail), capitaine (dans les sports), etc.

## Chef d'équipe dans la construction

### En France
Dans le bâtiment et les travaux publics en France, le chef d'équipe (également appelé maître-ouvrier) jouit d'un statut particulier. Il s'agit d'un ouvrier de chantier apte à des tâches de haute technicité et gérant habituellement une équipe d'ouvriers de qualification moindre dans sa spécialité.
Dans la convention collective du bâtiment et des travaux publics, il s'agit du NIVEAU IV.
Au sein de cet échelon, on distingue deux positions :
- Position 1 : Le chef d'équipe maîtrise parfaitement son métier. Il a acquis une solide formation et s'adapte aux techniques nouvelles.  De par la formation, il peut se diversifier dans d'autres techniques connexes.

Il est parfaitement autonome et peut prendre des initiatives sur la réalisation technique. Il peut également représenter le chef d'entreprise si besoin.
Il peut former les nouveaux embauchés et les apprentis.
Le coefficient attribué pour la rémunération est de 250.
- Position 2 :

Le chef d'équipe est capable de réaliser les travaux les plus délicats de son métier. Il possède une solide formation ou expérience.
En lien avec le chef de chantier, il assume des responsabilités dans la réalisation des travaux et le représente auprès des tiers.
Il s'adapte constamment aux nouvelles techniques, aux nouveaux matériaux et matériels.
Il assure également le tutorat des nouveaux arrivants et des apprentis. 
Il assure de manière permanente la conduite d'une équipe d'autres ouvriers.
Le coefficient attribué pour la rémunération est de 270.

## Chef de rayon
Un chef de rayon (ou manager rayon ou manager métier) est un salarié d'un commerce de détail libre-service ou en vente assistée chargé d'animer une équipe d'employés et/ou de vendeurs, mais parfois il travaille seul.
Spécialisé dans une famille de produits, il a la charge d'en optimiser les ventes par rapport aux moyens humains (implication dans la gestion des ressources humaines, pouvoir hiérarchique, etc.), financiers (masse salariale, objectif de marge commerciale, ...), aux actifs (surface commerciale, matériel...) et à l'autonomie commerciale (choix de l'assortiment, promotion commerciale, gestion des commandes, plan d'implantation...) qui lui sont accordés et dont il a la responsabilité.
Un chef de rayon — qui est un manager de proximité  — peut être appelé selon les enseignes de commerces de distribution manager, manager métier ou manager rayon.
L'autonomie commerciale pouvant être très variable selon que le commerce soit indépendant, affiliée ou intégrée à un groupement, c'est dans ce dernier type qu'elle est le plus réduit.
Le chef de rayon dépend du chef de secteur, de groupe, de département ou même directement du directeur selon l'enseigne et la taille du magasin.

### Les tâches qui lui incombent
- Organiser le rayon et le rendre attractif ;
- Faire les commandes générales periodiques, en accord avec les objectifs de progression des ventes. il doit veiller à ne pas surstocker, tout en gardant un volume suffisant pour éviter la rupture (stock de sécurité) ;
- Optimiser les produits dits de "20/80". ce sont les 20 % des meilleures ventes produits qui rapportent 80 % du chiffre d'affaires du rayon.
- Gérer les produits complémentaires pour favoriser la vente additionnelle ;
- S'assurer d'un facing toujours irréprochable, directement, ou par le biais de son équipe ;
- Contrôler les factures et faire les réclamations qui s'imposent ;
- Mettre en place les promotions ;
- Commander pour les promotions, ces commandes se font souvent plusieurs mois avant la promotion et il est impossible de recommander pendant la promotion ;

### Formation

#### En France
Le métier est accessible à différents niveaux d'étude et/ou d'expérience selon les enseignes et les besoins en recrutement.
Les bac + 2 et les bac + 3 restent privilégiés pour cette fonction.
Le BTS Management des unités commerciales  et le DUT Techniques de commercialisation  , accessibles après un bac toutes séries, sont particulièrement indiqués. À signaler également au niveau bac + 2 : le réseau des dix-huit écoles du commerce et de la distribution (ECD) dépendant des chambres de commerce et d'industrie.
Dans une petite dizaine d'universités, des enseignes de la grande distribution parrainent une licence pro éco et gestion mention commerce spé commerce et distribution (Distrisup Management), accessible après un BTS ou un DUT.
Au niveau bac + 4, également à l'université, les MSG (maîtrises de sciences et de gestion) et les MST (maîtrises de sciences et techniques ) du domaine du commerce constituent des voies d'accès à la profession.
Enfin, les diplômes des écoles de commerce (bac + 4 et bac + 5), les masters professionnels du secteur commercial sont également appréciés.
- BTS MUC (Management des Unités commerciales) + expérience
- DUT Techniques de commercialisation + expérience
- Licence Professionnelle DISTRISUP MANAGEMENT en partenariat avec 18 enseignes GSA (Grande surface alimentaire) ou GSS (Grande surface spécialisée) et 19 universités
- Suivant l'enseigne BAC +4 à BAC +5 ou une formation qualifiante de 7 mois dont 3 mois en stage en entreprise

## Dans les sports
Dans les sports collectifs et autres (ski, tennis, escrime, tir, etc.), il est appelé  « capitaine »